# Francis Beaufort
Sir Francis Beaufort (1774 – 1857) var admiral og i 1805 ophavsmand til den opdeling af vindstyrke, der i dag kaldes Beaufort-skalaen.